# Banco Mundial de las Mujeres
El Banco Mundial de las Mujeres (WWB por sus siglas en inglés) es una organización sin ánimo de lucro que proporciona apoyo estratégico, información y asistencia técnica a una red mundial de 55 instituciones de microfinanzas (MFI por sus siglas en inglés, o microfinancieras) independientes y bancos que ofrecen créditos y otros servicios financieros a emprendedores de bajos ingresos de países en desarrollo, particularmente dirigidos a mujeres. 
Esta red sirve a 24 millones de microempresarios en 32 países, de los cuales el 80 %  son mujeres. Es la mayor red mundial de MFI y bancos por número de clientes, y la única que explícitamente designa a las mujeres pobres como su principal objetivo.
No debe confundirse con el Banco Mundial, una institución financiera multilateral.

## Misión y visión
La misión de esta red mundial es «expandir los activos económicos, la participación y el poder de las mujeres de bajos ingresos y sus hogares ayudándolas a acceder a servicios financieros, conocimiento y mercados».

## Historia y gobernanza
El Banco Mundial de las Mujeres nació de una idea concebida durante la primera Conferencia Mundial sobre la Mujer de 1975 de las Naciones Unidas, celebrada en Ciudad de México en 1975 para coincidir con el año internacional de las mujeres y para marcar el inicio de la “Década de la ONU para las mujeres” (1976–1985). La conferencia de Ciudad de México fue mandatada por la Asamblea General de las Naciones Unidas para centrar la atención internacional en la necesidad de desarrollar metas, estrategias eficaces y planes de acción para el avance de las mujeres.
Entre las discusiones sobre los derechos de las mujeres, un grupo de 10 mujeres de 5 continentes determinó que la independencia económica puede reforzar los derechos de las mujeres, permitiéndoles elegir y afectando a su educación, sus oportunidades y su bienestar. Proporcionar microcréditos y otros servicios financieros a emprendedoras pobres, por tanto, podría ser una arma potente en la lucha mundial contra la pobreza. El Banco Mundial de las Mujeres fue así fundado en 1976 por varias líderes de distintas culturas. 
En el comité fundacional estaban: Michaela Walsh, la primera mujer que dirigió Merrill Lynch Internacional y que se convirtió en la primera presidenta de la organización; Ela Bhatt, fundadora y presidenta de la Asociación de Mujeres Autoempleadas (SEWA por sus siglas en inglés), en la India, el primer sindicato del mundo para trabajadoras indocumentadas, y el más grande; y Esther Afua Ocloo, perteneciente a los principales empresarios de Ghana y prominente defensora de la función de las mujeres en el desarrollo económico, que presidió el consejo de directoras del Banco Mundial de las Mujeres. Según Bhatt, el objetivo era «llegar a las mujeres a las que el sistema bancario tradicional no ha tenido en cuenta e incorporarlas plenamente a la economía».
En 1979, el Banco Mundial de las Mujeres fue registrado oficialmente en los Países Bajos como Stichting (fundación) para Promover la Banca Mundial de las Mujeres, una organización internacional sin ánimo de lucro con el objetivo de proporcionar a las emprendedoras el capital y la información necesarios para acceder a la economía dineraria (es decirː elevarse por encima de la economía de trueque o de aquella en que el trabajo no supone una retribución monetaria) y construir negocios viables.
En 1991, Nancy Barry sustituyó a Michaela Walsh como presidenta. Barry dirigió la expansión de la red para incluir a bancos importantes, reconociendo su potencial para innovar en el suministro de servicios financieros a los pobres. Durante el mandato de Barry, la red creció hasta casi 20 millones de empresarios pobres. La actual presidenta y directora ejecutiva (CEO por sus siglas en inglés), Mary Ellen Iskenderian, asumió el cargo en 2006. El equipo mundial, con sede en Nueva York, consta de aproximadamente 40 expertos en microfinanzas de más de 15 nacionalidades.
El Banco Mundial de las Mujeres está gobernado por un consejo de fiduciarios (trustees), formado por representantes de los sectores bancario, financiero, empresarial, legal y activista. 
Amigos del BMM/EE. UU. (Friends of WWB/USA, Inc. en su nombre original en inglés) es una organización benéfica que cumple la disposición 501 (c) (3) de la ley estadounidense, y que por tanto está exenta de impuestos. Amigos del BMM recauda donaciones de fundaciones norteamericanas, empresas y particulares para apoyar la misión del Banco Mundial de las Mujeres, y mantiene un consejo de directores separado formado por financieros, juristas y académicos residentes en EE. UU.
En la reunión anual de la  Iniciativa Mundial Clinton en septiembre de 2009, el entonces presidente de EE. UU. Barack Obama recordó que su madre trabajaba en el Banco Mundial de las Mujeres, donde «defendía la causa del gasto social en ellas y ayudó a introducir los microcréditos, que han sacado a millones de personas de la pobreza». La madre de Obama, Ann Dunham-Soetoro, era coordinadora de políticas en el WWB a mediados del período 1990-2000, y su trabajo fue fundamental para informar a la plataforma de políticas en la Cuarta Conferencia Mundial de las Naciones Unidas sobre Mujeres (Pekín, 1995).

## Centrado en las mujeres
Las primeras instituciones de microfinanzas (MFI por sus siglas en inglés) eran mayoritariamente neutras en cuanto al género de sus clientes: ofrecían microcréditos a empresarias y empresarios de bajos ingresos que no poseían activos (assets, por ejemplo, terrenos) para ofrecerlos en garantía (collateral) de préstamos, y por esta razón no podían solicitar préstamos a la banca tradicional –un obstáculo que todavía hoy afecta a las mujeres en números desproporcionados, porque en muchos países la legislación dificulta a las mujeres el acceso a la propiedad.
La investigación empezó a revelar que conceder microcréditos a las mujeres tenía un impacto más profundo y duradero en el bienestar de la población. El acceso al crédito no solo dio a las mujeres más control sobre los activos de los hogares, sino también más autonomía, mayor poder de decisión y más participación en la vida pública. 
Dar a las mujeres poder económico tuvo, asimismo, un efecto multiplicador. Las investigaciones demostraron que las mujeres pobres reinvertían un porcentaje mucho mayor de sus ingresos en sus familias y comunidades que los varones –financiando gastos como el cuidado de la salud, la educación de la prole y la mejora de la vivienda. 
La emprendedora como pasarela hacia la estabilidad del hogar y de la comunidad se convirtió en una base para el modelo de negocio de las microfinanzas y un principio guía tras el valor de las microfinanzas como herramienta para la reducción de la pobreza.
A la vista del efecto multiplicador de dar poder económico a las mujeres, y para mantener el propósito de sus fundadoras, el Banco Mundial de las Mujeres (WWB por sus siglas en inglés), desde que comenzó a operar, se centró específicamente en aumentar las oportunidades y el bienestar de las mujeres a través de su independencia económica. 
El WWB ha investigado extensamente la dinámica de los hogares según el género del cabeza de familia, y las maneras en que los roles y las responsabilidades de las mujeres impactan en el gasto, el ahorro y las decisiones inversoras de familias de bajos ingresos. 
Estos estudios han mostrado los complejos retos de las mujeres como emprendedoras, esposas, madres y miembros de la comunidad dentro de su contexto cultural particular. Basándose en estos resultados, el WWB diseña y proporciona sus productos y servicios desde una perspectiva femenina para maximizar el impacto en mujeres de bajos ingresos. 
Por ejemplo, los hallazgos de las investigaciones han llevado a adaptaciones a las clientas como la simplificación de los trámites de un préstamo, teniendo en cuenta los menores índices de alfabetización de las mujeres en muchos países; o cambios en el diseño de las sucursales para facilitar su utilización mujeres con niños pequeños; e hipotecas sobre viviendas que para concederse exigen que las mujeres sean mencionadas en el título de propiedad de la casa.

## Productos y servicios
Al madurar el sector de las microfinanzas, los clientes demandan productos más diversificados aparte de los préstamos. El WWB intenta satisfacer las cambiantes necesidades de las mujeres de bajos ingresos con nuevos servicios como:
- Productos de ahorros, que ayudan a los pobres a aumentar sus activos y conseguir metas a largo plazo, autonomía y seguridad financiera; especialmente diseñados para permitir a las mujeres –como ahorradores primarios de los países en desarrollo– a planificar la financiación de sus necesidades durante toda su vida.

- Programas de microseguros, que ayudan a las mujeres y sus familias a lidiar con las cargas financieras inesperadas de una emergencia médica.

- Préstamos para comprar vivienda y para reformarla, pues la propiedad de casa implica poseer no solo un activo valioso, sino también un medio para generar ingresos por alquiler como forma de seguridad, especialmente para las mujeres, que tienen mayor probabilidad de quedarse viudas o, tras un divorcio, verse sin activos.

- Préstamos individuales, que proporcionan créditos mayores y más flexibles a clientes orientados al crecimiento.

- Finanzas rurales, que tienen en cuenta los retos específicos de prestar a emprendedores rurales, como las carencias de infraestructuras, los mercados distantes, inadecuada técnicas agrícolas, volatilidad de precios, tiempo imprevisible y flujos variables de dinero en efectivo .

El WWB también ofrece a las entidades que pertenecen a su red asesoría y asistencia técnica en aspectos como:
- Estudios de mercado, cuantitativos y cualitativos sobre las necesidades de las mujeres pobres, cuyos resultados se aprovechan para rediseñar servicios.

- Finanzas institucionales, asesoría e intermediación para ayudar a las MFI a diversificar sus fuentes de fondos comerciales, identificando inversores apropiados y negociando con ellos para conseguir plazos óptimos de devolución del dinero que presten.

- Tránsito, consejo y asistencia técnica a las microfinancieras que quieran dar el paso de transformarse de organizaciones sin ánimo de lucro a instituciones financieras reguladas, lo cual aumenta el acceso a financiación comercial, permite la diversificación de productos y habilita la movilización de los depósitos de los clientes.

- Mercadotecnia y estrategias de marca, para las MFI que deseen ganar clientes, retener los que tienen y desarrollar identidades diferenciadas de marca que comprometan, eduquen y empoderen a los clientes de bajos ingresos.

- Liderazgo de ideas, a través de la elaboración y difusión de investigaciones y publicaciones para contribuir al objetivo de ser «la voz preeminente para mujeres en microfinanzas» y asegurar que el sector siga centrado en las mujeres, así fomentar el aprendizaje entre pares y la colaboración.

## La red
Al no ser una entidad financiera, sino una red de entidades, el WWB no presta directamente a microempresarios, sino que sirve como socio a sus 52 miembros, los cuales sí prestan a más de 24 millones de clientes pobres —de los cuales el 80 %  son mujeres— en sus respectivos mercados de África, Asia, Europa Oriental, Latinoamérica, Caribe, Oriente Medio y África del norte. La cartera de préstamos de la red supera los 5,5 millardos de dólares estadounidenses, con un préstamo medio de 1 200 $ (datos de 2009).
Los estudios han mostrado que, si las entidades sin ánimo de lucro que operan en red movilizan dinero fuera de su control inmediato, entonces consiguen sus misiones más eficaz y sosteniblemente que si operaran aisladamente. El WWB ofrece a sus miembros servicios tanto más eficientes cuanto mayor es el número de usuarios. Desde su ventajosa posición central, puede realizar estudios de mercado, comprender fenómenos mundiales, identificar tendencias y facilitar el aprendizaje entre pares. 
Gran parte del poder de una red reside en el apoyo mutuo de sus miembros. Los de la red del WWB comparten innovaciones de servicios y procesos, buenas prácticas y lecciones aprendidas. Además se evalúan los unos a los otros y se responsabilizan de los resultados.
El WWB fue una de las primeras redes de entidades microfinancieras que requirieron a sus miembros firmar un compromiso (y respetarlo si querían continuar con la membresía) de mantener estándares de rendimiento y apoyar a las mujeres de bajos ingresos en su labor de emprendedoras, dirigentes y agentes de cambio.
En 2007, 10 miembros de red del WWB fueron incluidos por la revista Forbes en la primera lista de las 50 mayores microfinancieras del mundo. Por su parte, en el rango compuesto de 100 entidades, publicado en 2009 por la Bolsa de Información sobre Microfinanzas (Microfinance Information Exchange, MIX por sus siglas en inglés) figuraban 13 miembros de la red. La MIX es una organización sin ánimo de lucro que proporciona información comercial y servicios de datos para el sector de las microfinanzas. En este rango se ordenan MFI que consiguen gran alcance y bajos costes de transacción a la vez que se mantienen transparentes y dan beneficios.

## Mujeres y liderazgo
El liderazgo de las mujeres ha sido un elemento fundamental del sector de las microfinanzas desde que comenzó a operar. Muchos de los pioneros del sector fueron mujeres, y cuando creció, mantuvo un sólido contingente de directivas. Incluso hoy, en comparación con otras industrias, en las microfinanzas permanece una robusta presencia de ejecutivas.
La idea de negocio que subyace bajo la diversidad de género en microfinanzas es que las organizaciones que contratan, retienen y ascienden a mujeres conseguirán no solo mayores beneficios sociales, sino también mayores retornos de la inversión. Según un informe de 2007, las compañías de Fortune 500 con mayor porcentaje de directivas en el consejo de administración lograron de media un rendimiento financiero significativamente superior al de las compañías con menor porcentaje.
Más específicamente, un estudio de 2007 sobre 226 microfinancieras en 57 países mostró que, cuando tenían una directora ejecutiva (CEO por sus siglas en inglés), su rendimiento sobre activos era mayor y sus costes operativos, menores.
La premisa de que la diversidad de género en el liderazgo es un buen negocio también ha sido respaldada por investigaciones de Catalyst, una organización sin ánimo de lucro cuyo propósito es aumentar las oportunidades de las mujeres en el lugar de trabajo. Catalyst ha observado que «cuanto más se parece demográficamente el personal de una compañía a sus clientes, mejor posicionada está esa compañía para sentir las cambiantes evoluciones del mercado y responder a ellas». Una encuesta de liderazgo elaborada en 2008 por el WWB mostró que si quienes conceden los préstamos y otras personas con autoridad son mujeres, eso supone un poderoso ejemplo a seguir para las clientas. Una MFI con personal de género diverso puede por lo tanto diferenciarse como una organización dedicada a comprender y atender a las mujeres. El WWB intenta que los miembros de su red contraten, retengan y sirvan mejor a sus trabajadoras —directivas incluidas—, lo que a su vez colabora en atraer a nuevas clientas.
Hay pruebas de que, cuando las microfinancieras han alcanzado ritmos de crecimiento sin precedentes – el 43 %  entre 2004 y 2008– aumentan, por un lado, la presión para parecerse más a la banca comercial, y por otro lado, la necesidad de trabajadores capacitados para el sector privado están aumentando. A la vez, disminuye el porcentaje de directivas en las MFI.
Esta tendencia se observa incluso en microfinancieras fundadas por mujeres con compromisos a largo plazo de atender a las mujeres de bajos ingresos. La investigación muestra que, dentro de los miembros de la red del WWB, entre 2003 y 2007 el porcentaje de directivas en el consejo de administración disminuyó del 66 al 58 %, y en directivos sénior el porcentaje de mujeres cayó del 66 al 51 %.
El sector está preocupado por que tales cambios comprometan la eficacia del liderazgo y la actual centralidad del objetivo de ayudar a las mujeres pobres. En 2009, la banca Mundial de las mujeres fundó el Centro para el Liderazgo en Microfinanzas con los propósitos deː
- hacer comprender a diversos dirigentes que las metas de las microfinanzas son la estabilidad financiera y la reducción de la pobreza
- establecer la visión, los principios y las prácticas del sector[15]

Fundado en asociación con la Escuela de negocios Wharton de la Universidad de Pensilvania y la empresa de formación de ejecutivos Creative Métier Limited, este centro ofrece programas de liderazgo individual, coaching e intercambios de directivos, así como programas institucionales diseñados para mejorar la diversidad de género y desarrollar el talento directivo.

## El Banco Mundial de las Mujeres y tendencias recientes en microfinanzas

### Acercamiento a la banca comercial
La afluencia reciente de fondos comerciales e institucionales a las entidades de microfinanzas ha reducido la base tradicional de financiación por donantes y aproximado el sector a los bancos comerciales tradicionales —lo que en algunos textos específicos se denomina "comercialización", si bien eso puede ocasionar confusión, ya que ese término se emplea en otros contextos con significados diferentes. Esta evolución despierta temores a una deriva del rumbo original de las microfinanzas –centrarse en prestar a los segmentos más pobres de la sociedad en general y a las mujeres pobres en particular. En 2008, el WWB llevó a cabo una investigación para evaluar el grado en que la presión para generar beneficios diluye el objetivo de aliviar la pobreza. El estudio, bautizado en términos marineros, Capeando el temporal que nos aparta de nuestro objetivoː transiciones de las microfinanzas y la doble meta, halló que después de la transformación de una entidad de microfinanzas en un banco comercial, la proporción de mujeres atendidas cayó drásticamente, del 88 al 60 %. También averiguó que el importe medio de los préstamos era de 2 a 3 veces mayor que el de las entidades de microfinanzas que no se habían transformado.
Estos resultados pueden servir como prueba de que un porcentaje inferior de préstamos está yendo a mujeres, porque ellas tienden a pedir prestadas sumas menores. Un artículo del Financial Times citaba a Mary Ellen Iskenderian (directora ejecutiva del WWB desde 2006) sobre los riesgos de esta deriva: «Asegurar que las mujeres no salen perdiendo en el acceso a las microfinanzas cuando las instituciones crecen es vital. 30 años de datos muestran que las mujeres dedican una mayor parte de sus préstamos a educación, salud y nutrición que los hombres, que sus niños van a la escuela más tiempo y que su esperanza de vida es superior».

### Impacto de las microfinanzas
En 2010, como reacción a la publicación de varios estudios —basados en ensayos aleatorizados y controlados— que mostraban un impacto no significativo de las microfinanzas, varios medios de comunicación prominentes se preguntaron si las microfinanzas realmente habían producido mejoras cuantitativas en las vidas de los prestatarios o habían tenido efectos sistemáticos sobre la reducción de la pobreza. 
El WWB, junto a otras organizaciones compañeras del sector de microfinanzas (ACCION, FINCA, Fundación Grameen, International Opportunity y Unitus), hizo una declaración colectiva en respuesta a dichos estudios, detallando los retos y complejidades de evaluar el impacto de las microfinanzas y las limitaciones de tales estudios. Primero, los estudios se basaron en datos a corto plazo, cuando el impacto de los micropréstamos normalmente no se manifiesta hasta que han pasado varios ciclos de préstamo. Por tanto, se requieren periodos de investigación más largos para observar correctamente los resultados. Segundo, los estudios cuantitativos a menudo no tienen en cuenta la evidencia cualitativa de inclusión financiera, empoderamiento e inclusión social que no se basan en datos concretos como los patrones de consumo. El WWB ha observado que las indicaciones de los impactos son frecuentemente pequeñas y muy graduales: por ejemplo, cambiar de barro a madera el suelo de una casa, o sustituir un tejado de cartón por otro metálico; o quizás mantener un año más a una niña en la escuela en vez de que se ponga ya a trabajar para ayudar a su familia. 
Muchos expertos en microfinanzas sostienen que, más que una panacea contra la pobreza, el acceso a servicios financieros supone una ayuda para estabilizar las precarias vidas de los pobres. En un artículo de Forbes.com, Mary Ellen Iskenderian declaró que el aumento de posibilidades que proporcionan las microfinanzas a las mujeres es «infinitamente más difícil de medir que el cambio económico, pero cada pedacito de ese aumento es igualmente importante».